# Sachsen-Gotha-Altenburg
Sachsen-Gotha-Altenburg var ett ernestinskt hertigdöme i Tysk-romerska riket 1672-1826.

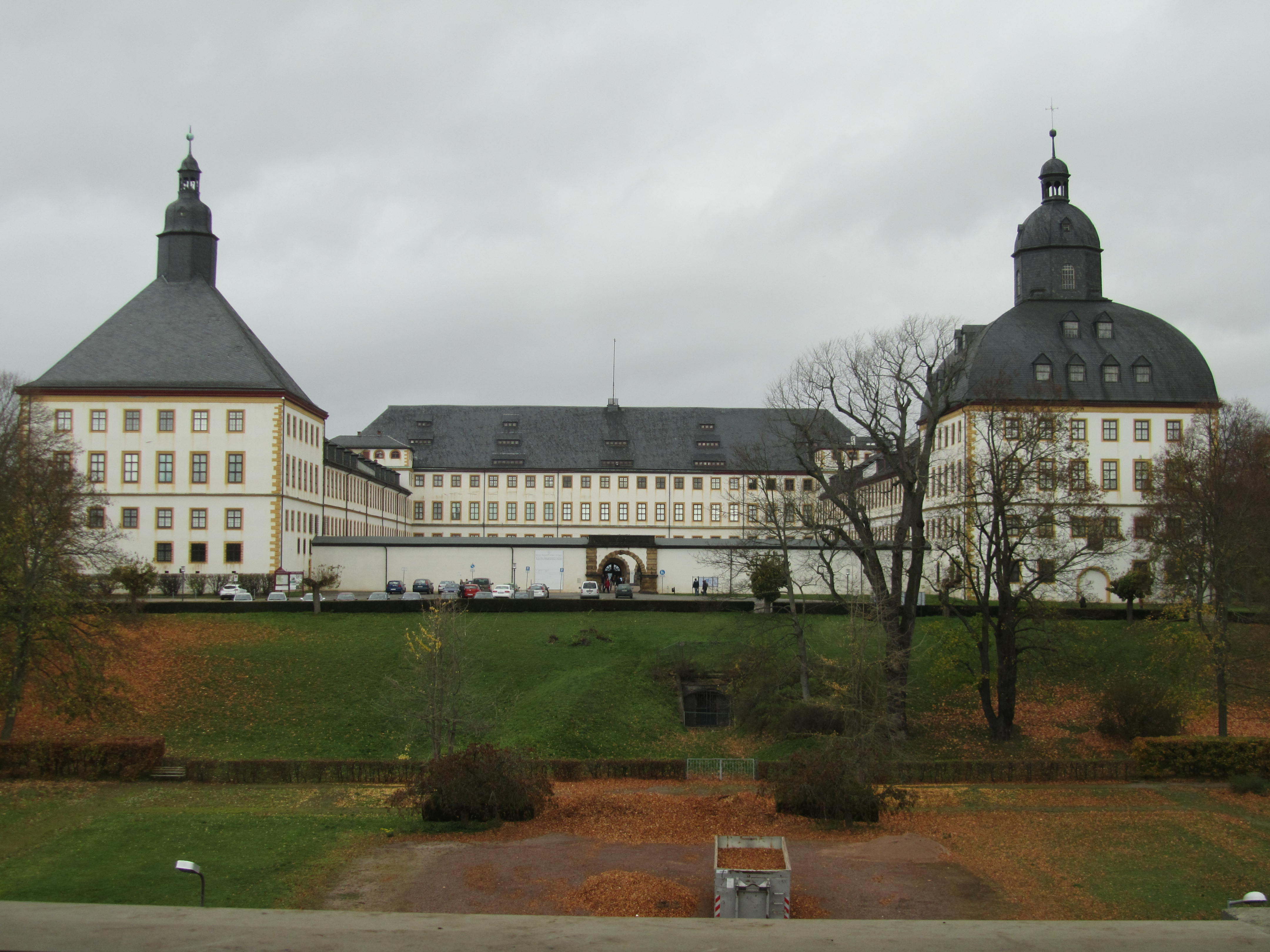
Hertigens residens, Schloss Friedenstein i Gotha, byggt 1643–1654.

Hertigdömets område tillföll på 1630-talet linjen Sachsen-Weimar och blev vid dess delning 1640 ett eget hertigdöme under Ernst den fromme. Hans söner stiftade 1680 sju linjer: Sachsen-Gotha, Sachsen-Coburg, Sachsen-Meiningen, Sachsen-Römhild (utslocknad 1710), Sachsen-Eisenberg (utslocknad 1707), Sachsen-Hildburghausen och Sachsen-Saalfeld.
När Fredrik IV avled 1825 utslocknade linjen Sachsen-Gotha-Altenburg, vilket ledde till en omorganisering av de ernestinska hertigdömena. Området kring Altenburg blev ett nytt hertigdöme under hertig Fredrik av Sachsen-Hildburghausen, medan området kring Gotha tillföll hertig Ernst av Sachsen-Coburg-Saalfeld, som i gengäld avstod Saalfeld till Sachsen-Meiningen. Därigenom uppstod det nya hertigdömet Sachsen-Coburg-Gotha och Sachsen-Altenburg återuppstod som hertigdöme.

## Lista över regenter
- Ernst den fromme (1640–1675)
- Fredrik I av Sachsen-Gotha-Altenburg (1675–1691)
- Fredrik II av Sachsen-Gotha-Altenburg (1691–1732)
- Fredrik III av Sachsen-Gotha-Altenburg (1732–1772)
- Ernst II av Sachsen-Gotha-Altenburg (1772–1804)
- August av Sachsen-Gotha-Altenburg (1804–1822)
- Fredrik IV av Sachsen-Gotha-Altenburg (1822–1825)